# ما بارکر
ما بارکر (انگلیسی: Ma Barker; ۸ اکتبر ۱۸۷۳ – )۱۶ ژانویهٔ ۱۹۳۵ با نام اصلی کلارک بارکر)، که همچنین با نام آریزونا بیکر شناخته می‌شد مادر اعضای گروه جنایتکار بیکر در برهه ای که مردم آمریکا گرفتار ظهور گروه‌های جنایتکاری در منطقه میدوست (Midwest) آمریکا بودند،بود . او در طول دوره ای که پسرهایش مشغول کارهای جنایتکارانه‌شان بودند به همراهشان سفر می‌کرد.
پس از اینکه بیکر طی درگیری مسلحانه با اف‌بی‌آی کشته شد، به عنوان رئیس بیرحم بزه شناخته شد، کسی که جنایات پسرانش را کنترل می‌کرد. ادگار هوور (نخستین رئیس اف‌بی‌آی) او را اینگونه توصیف می‌کند: «شرورترین، خطرناک‌ترین و زیرکترین ذهن خلافکار دهه گذشته».
او در فیلم‌ها، آهنگ‌ها و داستان‌ها به صورت مادر هیولایی تصویر شده‌است. با این حال کسانی که او را می‌شناختند مصر هستند که نقش جنایتکارانه نداشته و معتقدند هوور چنین اتهامی را تنها برای سرپوش گذاشتن بر روی کار اف‌بی‌آی به دلیل کشتن او وارد کرده‌است.